# Sun I
Sun I (čínsky:孙艺, Pchin-jin: Sūn Yì), (* 14. listopadu 1984) je bývalá čínská zápasnice-judistka.

## Sportovní kariéra
S judem začínala v 17 letech v Ta-lienu. Od svých 20 se připravovala pod vedením Liou Jung-fua v Šen-jangu. V roce 2009 zaskakovala za svojí zraněnou sparingpartnerku Jang Siou-li na mistrovství světa v Rotterdamu a vybojovala třetí místo. Byla to její první a zároveň poslední start na velkém mezinárodním turnaji.